# Diecezja Buéa
Diecezja Buéa (łac. Diœcesis Bueaensis – diecezja rzymskokatolicka w Kamerunie. Powstała w 1923 jako prefektura apostolska. W 1939 podniesiona do rangi wikariatu apostolskiego. Diecezja od 1950.

## Główne świątynie
- Katedra: Katedra Matki Bożej Królowej Pokoju w Buéa
- Konkatedra: Konkatedra Bożego Miłosierdzia w Buéa

## Biskupi diecezjalni
- Biskupi
  - Bp Michael Miabesue Bibi (od 2021)
  - Bp Emmanuel Bushu (2006 – 2019)
  - Bp Pius Suh Awa (1973 – 2006)
  - Bp Julius Peeters MHM (1962 – 1973)
  - Peter Rogan MHM (1950 – 1961)
- Wikariusze apostolscy
  - Bp Peter Rogan MHM (1939 – 1950)
- Prefekci apostolscy
  - Bp Peter Rogan MHM (1925 – 1939)
  - Bp John William Campling MHM (1923 – 1925)